# Scottish Cup
Scottish Cup je skotská fotbalová pohárová soutěž, která se hraje každoročně. Pořádá ji Skotská fotbalová asociace – SFA (Scottish Football Association). Soutěž byla založena v roce 1873, což z něj činí nejstarší oficiální fotbalovou soutěž ve Skotsku a druhou nejstarší ve Spojeném království a na světě.
V historii soutěže získalo tuto pohárovou trofej 25 klubů ze Skotska. Nejúspěšnějším týmem je Celtic FC, který má 42 trofejí.

## Vítězové
- 1873/1874:  Queen's Park FC (1. vítězství)
- 1874/1875:  Queen's Park FC (2)
- 1875/1876:  Queen's Park FC (3)
- 1876/1877:  Vale of Leven FC (1)
- 1877/1878:  Vale of Leven FC (2)
- 1878/1879:  Vale of Leven FC (3)
- 1879/1880:  Queen's Park FC (4)
- 1880/1881:  Queen's Park FC (5)
- 1881/1882:  Queen's Park FC (6)
- 1882/1883:  Dumbarton FC (1)
- 1883/1884:  Queen's Park FC (7)
- 1884/1885:  Renton FC (1)
- 1885/1886:  Queen's Park FC (8)
- 1886/1887:  Hibernian FC (1)
- 1887/1888:  Renton FC (2)
- 1888/1889:  Third Lanark AC (1)
- 1889/1890:  Queen's Park FC (9)
- 1890/1891:  Heart of Midlothian FC (1)
- 1891/1892:  Celtic FC (1)
- 1892/1893:  Queen's Park FC (10)
- 1893/1894:  Rangers FC (1)
- 1894/1895:  St. Bernard's FC (1)
- 1895/1896:  Heart of Midlothian FC (2)
- 1896/1897:  Rangers FC (2)
- 1897/1898:  Rangers FC (3)
- 1898/1899:  Celtic FC (2)
- 1899/1900:  Celtic FC (3)
- 1900/1901:  Heart of Midlothian FC (3)
- 1901/1902:  Hibernian FC (2)
- 1902/1903:  Rangers FC (4)
- 1903/1904:  Celtic FC (4)
- 1904/1905:  Third Lanark AC (2)
- 1905/1906:  Heart of Midlothian FC (4)
- 1906/1907:  Celtic FC (5)
- 1907/1908:  Celtic FC (6)
- 1908/1909: bez vítěze
- 1909/1910:  Dundee FC (1)
- 1910/1911:  Celtic FC (7)
- 1911/1912:  Celtic FC (8)
- 1912/1913:  Falkirk FC (1)
- 1913/1914:  Celtic FC (9)
- 1914–1919: se nehrálo
- 1919/1920:  Kilmarnock FC (1)
- 1920/1921:  Partick Thistle FC (1)
- 1921/1922:  Greenock Morton FC (1)
- 1922/1923:  Celtic FC (10)
- 1923/1924:  Airdrieonians FC (1)
- 1924/1925:  Celtic FC (11)
- 1925/1926:  St. Mirren FC (1)
- 1926/1927:  Celtic FC (12)
- 1927/1928:  Rangers FC (5)
- 1928/1929:  Kilmarnock FC (2)
- 1929/1930:  Rangers FC (6)
- 1930/1931:  Celtic FC (13)
- 1931/1932:  Rangers FC (7)
- 1932/1933:  Celtic FC (14)
- 1933/1934:  Rangers FC (8)
- 1934/1935:  Rangers FC (9)
- 1935/1936:  Rangers FC (10)
- 1936/1937:  Celtic FC (15)
- 1937/1938:  East Fife FC (1)
- 1938/1939:  Clyde FC (1)
- 1939–1946: se nehrálo
- 1946/1947:  Aberdeen FC (1)
- 1947/1948:  Rangers FC (11)
- 1948/1949:  Rangers FC (12)
- 1949/1950:  Rangers FC (13)
- 1950/1951:  Celtic FC (16)
- 1951/1952:  Motherwell FC (1)
- 1952/1953:  Rangers FC (14)
- 1953/1954:  Celtic FC (17)
- 1954/1955:  Clyde FC (2)
- 1955/1956:  Heart of Midlothian FC (5)
- 1956/1957:  Falkirk FC (2)
- 1957/1958:  Clyde FC (3)
- 1958/1959:  St. Mirren FC (2)
- 1959/1960:  Rangers FC (15)
- 1960/1961:  Dunfermline Athletic FC (1)
- 1961/1962:  Rangers FC (16)
- 1962/1963:  Rangers FC (17)
- 1963/1964:  Rangers FC (18)
- 1964/1965:  Celtic FC (18)
- 1965/1966:  Rangers FC (19)
- 1966/1967:  Celtic FC (19)
- 1967/1968:  Dunfermline Athletic FC (2)
- 1968/1969:  Celtic FC (20)
- 1969/1970:  Aberdeen FC (2)
- 1970/1971:  Celtic FC (21)
- 1971/1972:  Celtic FC (22)
- 1972/1973:  Rangers FC (20)
- 1973/1974:  Celtic FC (23)
- 1974/1975:  Celtic FC (24)
- 1975/1976:  Rangers FC (21)
- 1976/1977:  Celtic FC (25)
- 1977/1978:  Rangers FC (22)
- 1978/1979:  Rangers FC (23)
- 1979/1980:  Celtic FC (26)
- 1980/1981:  Rangers FC (24)
- 1981/1982:  Aberdeen FC (3)
- 1982/1983:  Aberdeen FC (4)
- 1983/1984:  Aberdeen FC (5)
- 1984/1985:  Celtic FC (27)
- 1985/1986:  Aberdeen FC (6)
- 1986/1987:  St. Mirren FC (3)
- 1987/1988:  Celtic FC (28)
- 1988/1989:  Celtic FC (29)
- 1989/1990:  Aberdeen FC (7)
- 1990/1991:  Motherwell FC (2)
- 1991/1992:  Rangers FC (25)
- 1992/1993:  Rangers FC (26)
- 1993/1994:  Dundee United FC (1)
- 1994/1995:  Celtic FC (30)
- 1995/1996:  Rangers FC (27)
- 1996/1997:  Kilmarnock FC (3)
- 1997/1998:  Heart of Midlothian FC (6)
- 1998/1999:  Rangers FC (28)
- 1999/2000:  Rangers FC (29)
- 2000/2001:  Celtic FC (31)
- 2001/2002:  Rangers FC (30)
- 2002/2003:  Rangers FC (31)
- 2003/2004:  Celtic FC (32)
- 2004/2005:  Celtic FC (33)
- 2005/2006:  Heart of Midlothian FC (7)
- 2006/2007:  Celtic FC (34)
- 2007/2008:  Rangers FC (32)
- 2008/2009:  Rangers FC (33)
- 2009/2010:  Dundee United FC (2)
- 2010/2011:  Celtic FC (35)
- 2011/2012:  Heart of Midlothian FC (8)
- 2012/2013:  Celtic FC (36)
- 2013/2014:  St. Johnstone FC (1)
- 2014/2015:  Inverness Caledonian Thistle FC (1)
- 2015/2016:  Hibernian FC (3)
- 2016/2017:  Celtic FC (37)
- 2017/2018:  Celtic FC (38)
- 2018/2019:  Celtic FC (39)
- 2019/2020:  Celtic FC (40)
- 2020/2021:  St. Johnstone FC (2)
- 2021/2022:  Rangers FC (34)
- 2022/2023:  Celtic FC (41)
- 2023/2024:  Celtic FC (42)

## Celková statistika
| Klub                            | Vítězné finále | Vítězné ročníky |
| Celtic FC                       | 42             | 1891/92, 1898/99, 1899/00, 1903/04, 1906/07, 1907/08, 1910/11, 1911/12, 1913/14, 1922/23, 1924/25, 1926/27, 1930/31, 1932/33, 1936/37, 1950/51, 1953/54, 1964/65, 1966/67, 1968/69, 1970/71, 1971/72, 1973/74, 1974/75, 1976/77, 1979/80, 1984/85, 1987/88, 1988/89, 1994/95, 2000/01, 2003/04, 2004/05, 2006/07, 2010/11, 2012/13, 2016/17, 2017/18, 2018/19, 2019/20, 2022/23, 2023/24 |
| Rangers FC                      | 34             | 1893/94, 1896/97, 1897/98, 1902/03, 1927/28, 1929/30, 1931/32, 1933/34, 1934/35, 1935/36, 1947/48, 1948/49, 1949/50, 1952/53, 1959/60, 1961/62, 1962/63, 1963/64, 1965/66, 1972/73, 1975/76, 1977/78, 1978/79, 1980/81, 1991/92, 1992/93, 1995/96, 1998/99, 1999/00, 2001/02, 2002/03, 2007/08, 2008/09, 2021/22                                                                         |
| Queen's Park FC                 | 10             | 1873/74, 1874/75, 1875/76, 1879/80, 1880/81, 1881/82, 1883/84, 1885/86, 1889/90, 1892/93 |
| Heart of Midlothian FC          | 8              | 1890/91, 1895/96, 1900/01, 1905/06, 1955/56, 1997/98, 2005/06, 2011/12 |
| Aberdeen FC                     | 7              | 1946/47, 1969/70, 1981/82, 1982/83, 1983/84, 1985/86, 1989/90 |
| Kilmarnock FC                   | 3              | 1919/20, 1928/29, 1996/97 |
| Vale of Leven FC                | 3              | 1876/77, 1877/78, 1878/79 |
| Clyde FC                        | 3              | 1938/39, 1954/55, 1957/58 |
| St. Mirren FC                   | 3              | 1925/26, 1958/59, 1986/87 |
| Hibernian FC                    | 3              | 1886/87, 1901/02, 2015/16 |
| St. Johnstone FC                | 2              | 2013/14, 2020/21 |
| Motherwell FC                   | 2              | 1951/52, 1990/91 |
| Third Lanark AC                 | 2              | 1888/89, 1904/05 |
| Renton FC                       | 2              | 1884/85, 1887/88 |
| Dunfermline Athletic FC         | 2              | 1960/61, 1967/68 |
| Falkirk FC                      | 2              | 1912/13, 1956/57 |
| Dundee United FC                | 2              | 1993/94, 2009/10 |
| Dumbarton FC                    | 1              | 1882/83 |
| Dundee FC                       | 1              | 1909/10 |
| Airdrieonians FC                | 1              | 1923/24 |
| East Fife FC                    | 1              | 1937/38 |
| Greenock Morton FC              | 1              | 1921/22 |
| Inverness Caledonian Thistle FC | 1              | 2014/15 |
| Partick Thistle FC              | 1              | 1920/21 |
| St. Bernard's FC                | 1              | 1894/95 |